# Lejeunea marginata
Lejeunea marginata là một loài Rêu trong họ Lejeuneaceae. Loài này được (Lehm. & Lindenb.) Gottsche, Lindenb. & Nees mô tả khoa học đầu tiên năm 1845.